# 오토카 (잡지)
《오토카》(영어: Autocar)는 헤이마켓 미디어 그룹에서 발행하는 영국의 주간 자동차 잡지이다. 1895년에 처음 발행되었으며 "세계에서 가장 오래된 자동차 잡지"라고 불린다. 마크 티쇼가 편집장이며, 스티브 크로플리, 레이첼 버제스, 제임스 앳우드, 맷 프라이어, 맷 손더스, 펠릭스 페이지 등 다른 팀원들도 포함되어 있다.
오토카는 중국, 인도, 뉴질랜드, 남아프리카 공화국 등 여러 국제판을 보유하고 있다.

## 역사

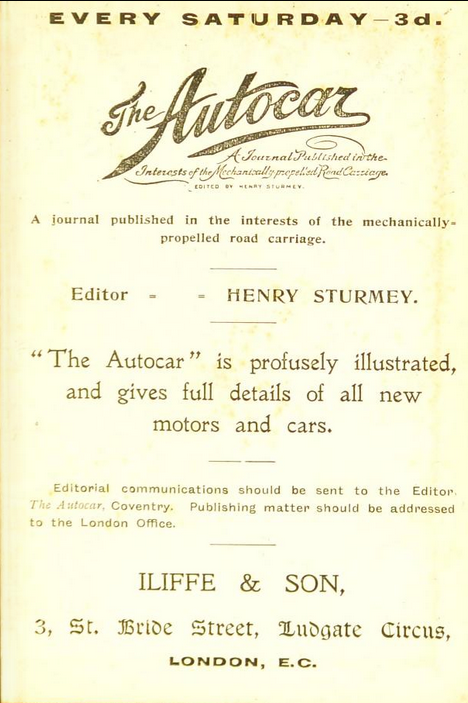
1897년 오토카 광고

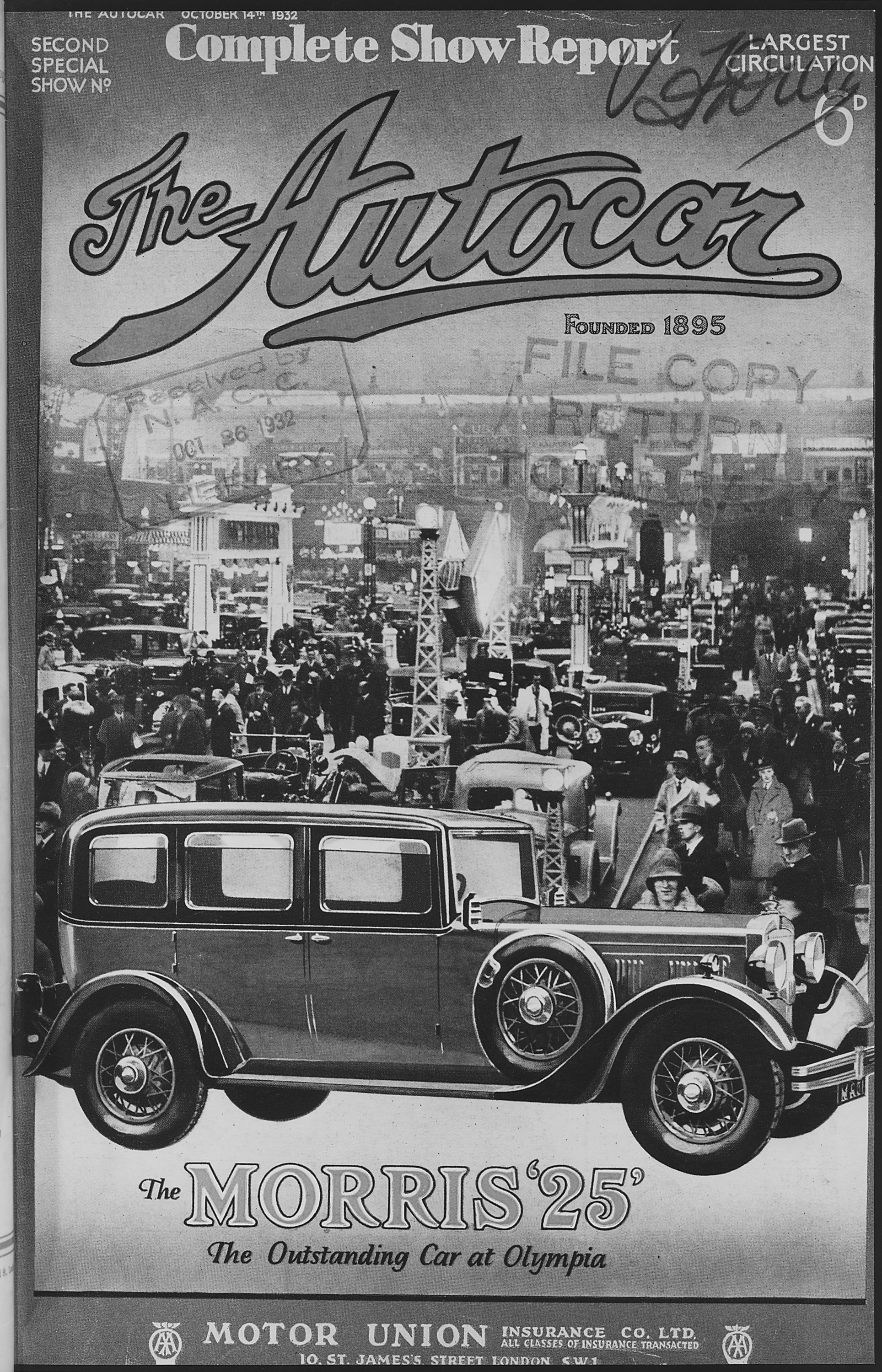
1932년 10월 14일자

이 출판물은 1895년 11월 2일 일리프 앤 선즈 유한회사에 의해 "기계식 동력 노상 마차의 이익을 위해" 《디 오토카》로 창간되었으며, 당시 영국에는 단 여섯 대 또는 일곱 대의 자동차만 있었던 것으로 추정된다. L. J. K. 세트라이트는 이 잡지가 헨리 스터미에 의해 다임러 컴퍼니의 창립자이자 초기 잡지의 기자였던 해리 J. 로손의 선전 매체로 설립되었다고 주장한다. 헨리 스터미는 1901년 《디 오토카》의 편집장 자리에서 물러나 회사를 떠났다.
오토카는 1928년 오스틴 7 고든 잉글랜드 선샤인 살룬을 분석하면서 로드 테스트를 발명했다고 주장한다. 오토카는 1970년대 파업으로 인해 발행 빈도가 중단된 것을 제외하고는 평생 동안 매주 발행되었다.
잡지의 이름은 1962년 초 《디 오토카》에서 《오토카》로 변경되었다.
1988년 오토카는 1903년부터 가판대에서 경쟁해온 라이벌 잡지 모터를 흡수했다. 1988년 9월 7일자부터 잡지는 《오토카 & 모터》가 되었다. 1994년 9월 21일자에는 《오토카》로 다시 변경되었다.
이 잡지는 재규어 XJ220, 맥라렌 F1, 포르쉐 911 GT1의 첫 완전한 로드 테스트 및 독립적인 성능 테스트를 포함하여 역사상 여러 차례 최초 기록을 세웠다.
또한 2006년 5월 31일자에서 부가티 베이론에 대한 독립적으로 기록된 성능 수치를 발행한 최초의 잡지이기도 하다.
2023년, 오토카는 1895년으로 거슬러 올라가는 전체 아카이브를 디지털화했다. 오토카 아카이브는 구독자에게 온라인으로 제공된다.

## 정기 코너
- 뉴스 – "특종" 사진 및 아직 비밀에 부쳐진 미래 모델에 대한 정보를 포함한다
- 첫 시승 – 신모델에 대한 간략한 로드 테스트
- 그룹 테스트 – 모델이 경쟁 모델과 어떻게 비교되는지에 대한 분석
- 모터스포츠 – 주로 포뮬러 1 및 랠리 경기의 최신 소식 요약
- 로드 테스트 – 각 호에서 하나의 신모델에 대한 철저한 테스트 및 분석. 크리스마스와 가장 가까운 호에서는 오토카가 전통적으로 더 특이한 차량의 "로드 테스트"를 발행한다. 여기에는 뉴 루트마스터, HMS 아크 로열, 콩코드 (비행기), HMS 다이아몬드의 테스트가 포함되었다.
- 중고차 뉴스
- 장기 차량 테스트
- 신차 데이터

## 작가 및 삽화가
1950년대에 이 잡지의 스포츠 편집장인 존 쿠퍼는 쿠퍼 T11 부품을 사용하여 쿠퍼-알타를 제작했다. 전 오토카 작가로는 러셀 벌긴, 크리스 해리스, 그리고 전 탑 기어 진행자 제임스 메이가 있다.
1992년, 메이는 1992년 "로드 테스트 연감"에 이합체시를 추가한 후 오토카에서 해고되었다. 메이는 이 호의 모든 리뷰를 작성해야 했다. 각 스프레드에는 네 개의 리뷰가 있었고, 각 리뷰는 큰 빨간색 대문자인 루브리케이션 이니셜로 시작했다. 메이는 지루함을 달래기 위해 첫 네 개의 스프레드가 "ROAD", "TEST", "YEAR", "BOOK"이라는 단어를 형성하도록 리뷰를 작성했다. 다른 페이지에는 또 다른 이합체시가 있었지만, 이는 잡지 전체에 퍼져 있어 즉시 알아볼 수 없었으며, "SOYO"와 "UTHI"로 시작하는 무작위 문자들이었다. 발행된 후 독자들이 이를 발견했다. 이것이 제임스 메이가 해고된 이유였는데, 욕설이 포함되었기 때문이다. 구두점을 찍으면 다음과 같은 메시지였다. "So you think it's really good, yeah? You should try making the bloody thing up; it's a real pain in the arse."
현재 오토카 작가로는 리처드 브렘너, 중고차 전문가 제임스 러퍼트, 편집 대변인 맷 프라이어, 편집장 스티브 크로플리가 있다.
현 편집장은 전 부편집장, 뉴스 편집자, 기자였던 마크 티쇼이다.

### 편집장
- 1895년~1901년 헨리 스터미
- 1901년~?[1914년 이후] 허버트 월터 스태너[10]
- ?~? 휴고 매삭 토마스 부이스트[11]
- 1930년~1938년 해롤드 칼라일 라폰[12]
- 1955년~1968년 모리스 암스트롱 스미스[13][14]
- 1968년~1975년 피터 가르니에[15]
- 1975년~1985년 레이 허튼[16]
- ?1985년~?1991년 밥 머레이[17]
- 1991년–1997년 마이클 하비
- 1997년~2001년 패트릭 풀러
- 2001년~2006년 롭 아헌
- 2006년~2011년 채스 핼렛 (왓 카? 편집장 2011–2014)[18]
- 2011년~2013년 짐 홀더 (왓 카? 편집장 2014–2016)
- 2014년~2017년 채스 핼렛
- 2017년~현재 마크 티쇼[19][20]

## 국제판
오토카는 전 세계의 출판사에 라이선스가 부여되었으며, 현재 중국, 인도, 인도네시아, 일본, 말레이시아, 베트남을 포함한 영국 외 16개국에서 발행되고 있다.